# Lee Yang
Lee Yang (chinês: 李洋, pinyin: Lǐ Yáng; Taipé, 12 de agosto de 1995) é um jogador de badminton taiwanês, campeão olímpico.

## Carreira
Nos Jogos Olímpicos de Verão de 2020, em Tóquio, conquistou a medalha de ouro na categoria duplas masculinas ao lado de Wang Chi-lin após confronto na final contra os chineses Li Junhui e Liu Yuchen. Anteriormente, Lee jogou nas duplas masculinas com Lee Jhe-huei. Eles foram campeões em 2016 no Grande Prêmio do Aberto do Vietnã.
Nos Jogos Olímpicos de Verão de 2024, em Paris, Yang e Chi-lin novamente conseguiram a medalha de ouro na disputa de duplas masculinas.